# Lendavske Gorice
Lendavske Gorice (mađarski: Lendvahegy) je naselje u slovenskoj Općini Lendavi. Lendavske Gorice se nalazi u pokrajini Prekomurju i statističkoj regiji Pomurju. 

## Stanovništvo
Prema popisu stanovništva iz 2002. godine naselje je imalo 586 stanovnika.